# Ca2+/カルモジュリン依存性プロテインキナーゼII

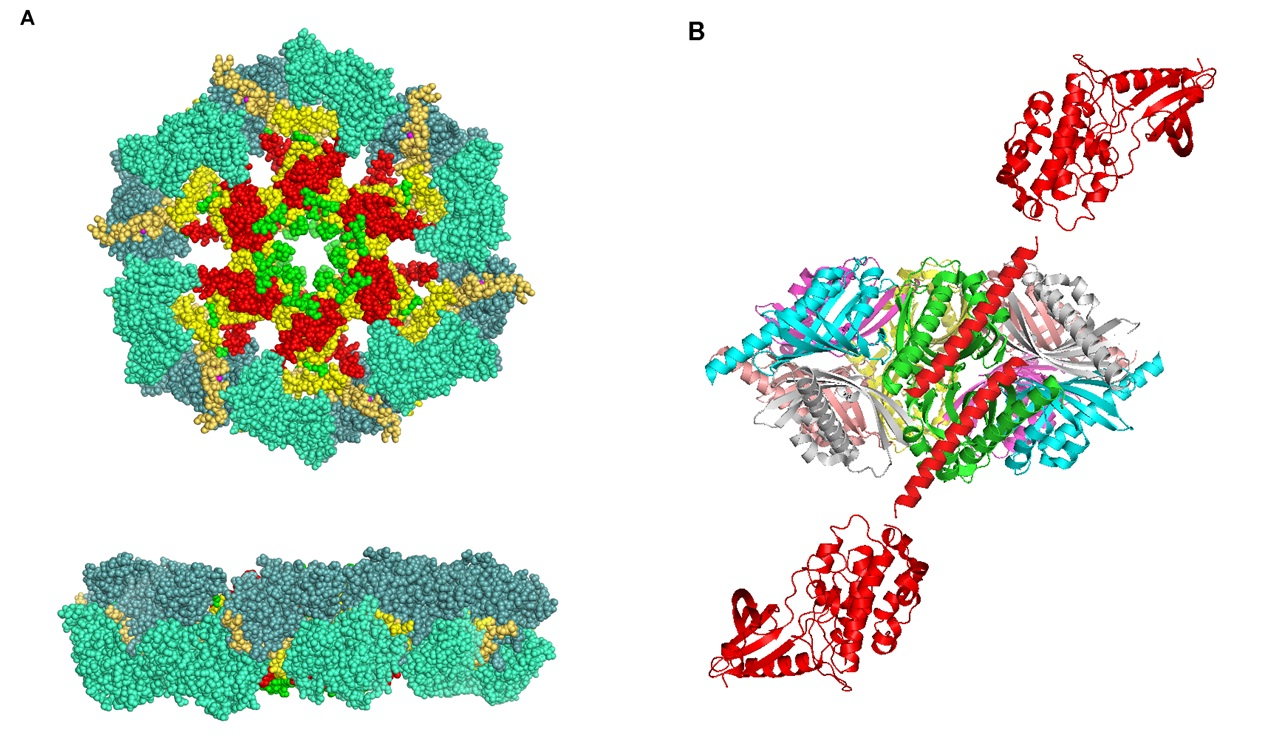
CaMKIIγホロ酵素の閉じたコンフォメーション(A)と開いたコンフォメーション(B)

Ca2+/カルモジュリン依存性プロテインキナーゼII（カルシウム/カルモジュリン依存性プロテインキナーゼII、英: calcium/calmodulin-dependent protein kinase II、略称: CaMKII、CaMキナーゼII）は、Ca2+/カルモジュリン複合体によって調節されるセリン/スレオニンキナーゼである。CaMKIIは多くのシグナル伝達カスケードに関与しており、学習や記憶の重要な媒介因子であると考えられている。CaMKIIは心筋細胞におけるCa2+の恒常性と再取り込み、上皮における塩化物イオン輸送、T細胞の正の選択（ポジティブセレクション）、CD8陽性T細胞の活性化にも必要である。
CaMKIIの調節異常は、アルツハイマー病、アンジェルマン症候群、不整脈と関係している。

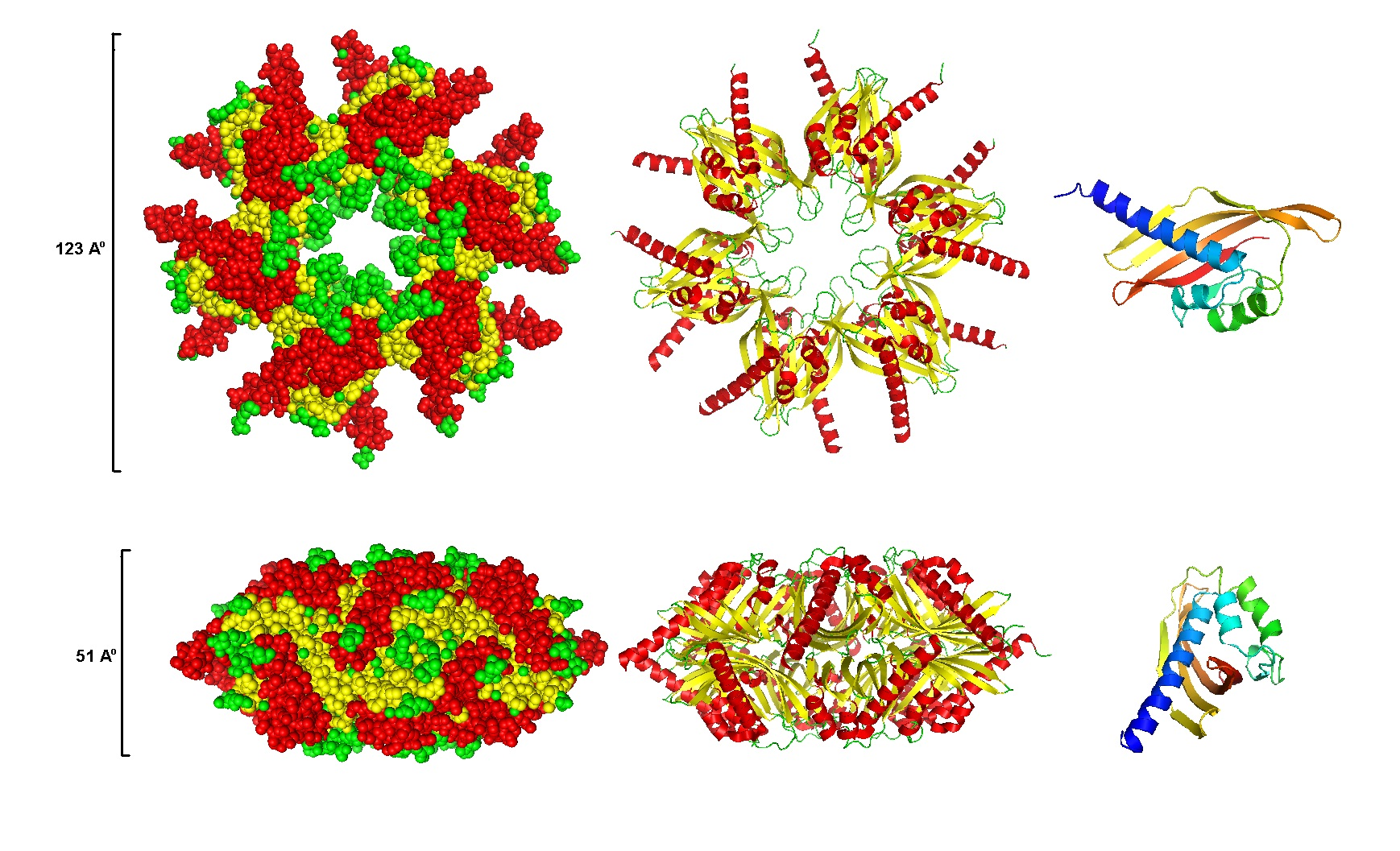
CaMKIIγの自己会合ドメインの構造、。ホロ酵素の空間充填モデル（左）、ホロ酵素のリボン図（中央）、単量体のリボン図（右）。

## 構造、機能と自己調節

CaMKIIの活性化と自己調節

CaMKIIは脳内の全タンパク質の1–2%を占め、28種類のアイソフォームが存在する。これらのアイソフォームはα、β、γ、δ遺伝子に由来する。

### 構造ドメイン
CaMKIIの全てのアイソフォームは、触媒ドメイン、自己阻害ドメイン、可変領域（variable segment）、自己会合ドメインから構成される。
触媒ドメインはATPから基質のセリン/スレオニン残基へのリン酸基の転移を担う。自己阻害ドメインには擬基質部位が存在し、触媒ドメインに結合してそのタンパク質リン酸化能力を遮断する。
この自己阻害を制御に重要な構造的特徴はThr286残基である。この部位がリン酸化されることで、CaMKIIは持続的に活性化される。より具体的には、Thr286残基がリン酸化されると阻害ドメインは擬基質として結合することができなくなり、その結果、自己阻害が解除されてCaMKIIが持続的に活性化される。このリン酸化が行われている際には、カルシウムやカルモジュリンが存在しなくてもCaMKIIは活性化状態となる。
可変領域や自己会合ドメインの差異は、CaMKIIのさまざまなアイソフォーム間の差異に寄与している。自己会合ドメインはC末端に位置し、タンパク質を多量体（8から14サブニット）へ組み立てる機能を果たす。

### カルシウムとカルモジュリンに対する依存性
CaMKIIのカルシウムとカルモジュリンに対する感受性は、可変領域と自己会合ドメインによって制御されている。この感受性レベルによって、酵素のさまざまな活性化状態の調節も行われている。カルシウム/カルモジュリンによって酵素が活性化された場合でも、隣接するサブユニットへの結合に十分なカルシウムやカルモジュリンが存在しない場合には、Thr286の自己リン酸化は行われない。カルシウムとカルモジュリンが蓄積すると、この自己リン酸化が生じてCaMKIIの持続的な活性化が引き起こされる。最終的にはThr286は脱リン酸化され、CaMKIIは不活性化される。

## 自己リン酸化
自己リン酸化は、キナーゼが自身にリン酸基を付加する過程である。CaMKIIは自己リン酸化が生じることで、持続的な活性化状態となる。Thr286の自己リン酸化は触媒ドメインの活性化を可能にし、自己リン酸化はホロ酵素が形成する二重リング構造によって促進される。リング構造が非常に近接して位置していることで、隣接するCaMKII分子をリン酸化する可能性が高まり、自己リン酸化が促進される。自己リン酸化は、脱リン酸化を担うPP1の阻害によっても促進される。これによって自己リン酸化の可能性が高まり、CaMKIIは恒常的に活性化される。

## 長期増強
CaMKIIは長期増強（LTP）に深く関与していることが示唆されている。LTPは活発なシナプスを強化する分子過程であり、記憶形成の根底にある過程であると考えられている。CaMKIIはこの過程の多くの面に関与している。NMDA受容体が位置している局所的環境において、受容体チャネルのポアを遮断している正に帯電したMg2+イオンを除去するのに十分なだけの電位差が生じた際に、LTPは開始される。チャネルの遮断が解除された結果、Ca2+イオンがNMDA受容体を介してシナプス後ニューロンへ流入することができるようになる。このCa2+の流入がCaMKIIを活性化する。LTP誘導後の樹状突起のシナプス後肥厚（PSD）では直接CaMKIIの活性が上昇することが示されており、活性化は刺激の直接的な結果であることが示唆されている。

### LTPにおける役割
CaMKIIαがノックアウトされたマウスでは、LTPは50%に低下する。このことは、CaMKIIの活性の約65%がCaMKIIβによって担われていることによって説明可能である。CaMKIIが活性化状態とならないような改変を行うことで、LTPは完全に遮断することができる。LTPの誘導後、CaMKIIはPSDに移行する。刺激によってLTPが誘導されない場合には、この移行はすぐに可逆的なものとなる。PSDへの結合はCaMKIIの変化を引き起こし、CaMKIIは脱リン酸化が起こりにくい状態となる。この過程で、CaMKIIはPP2Aの基質からPP1の基質へと変化する。この現象は海馬切片の化学的刺激により実証されており、この実験によってCaMKIIがシナプス強度の強化に寄与していることが明らとなった。LTPの維持にはCaMKIIの持続的な活性化が必要である。このことは海馬切片でLTPを誘導し、CaMKIIの活性化状態が維持されないようアンタゴニスト（CaMKIINtide）を投与する実験から示された。CaMKIINtideを投与した切片では、薬剤の注入後に正規化興奮性シナプス後電位（EPSP）の傾きが減少しており、このことは誘導されたLTPが反転していることを意味している。対照群ではEPSPの傾きは一定であり、CaMKIIはLTPの確立後も維持過程に関与していることが示された。CaMKIIはカルシウム/カルモジュリンによって活性化されるが、活性化状態は自己リン酸化によって維持される。CaMKIIはLTP誘導時のNMDA受容体を介したカルシウムの上昇により活性化され、αサブユニットとβサブユニットのThr286/287の双方のリン酸化を伴う。

### 刺激非依存的なLTPの誘導
LTPはCaMKIIの注入によって人為的に誘導することもできる。海馬切片中のシナプス後細胞への注入、細胞内灌流、ウイルスによる発現によって、グルタミン酸や他の化学シグナルに対するシナプス応答は2倍から3倍に増強される。

### LTPの機構
CaMKIIは活性化された後、AMPA受容体の膜への輸送、そしてその後の樹状突起のPSDへの輸送に関与していることを示す強い証拠が得られている。AMPA受容体の移動は、シナプスを強化してシナプス前端の脱分極に対するシナプス後応答を増大させる。これによって、LTPが生じる。
より具体的な機構としては、CaMKIIはAMPA受容体のGluA1サブユニットのSer831をリン酸化する。その結果、AMPA受容体のチャネルコンダクタンスが増大し、AMPA受容体は通常よりも感受性が増大する。AMPA受容体の感受性の増大はシナプス強度の増加をもたらす。
チャネルコンダクタンスの増大に加えて、CaMKIIはAMPA受容体のエキソサイトーシス過程を補助することも示されている。細胞内では、予備となるAMPA受容体がエンドソーム膜に埋め込まれている。CaMKIIはエンドソームの細胞膜への移行を促進し、埋め込まれているAMPA受容体を活性化する。エンドソームのエキソサイトーシスによってシナプス内のAMPA受容体の数が増加することで、シナプス前端の脱分極に対する感受性が増大し、LTPが生じる。

### LTPの維持
LTPの確立時に加えて、CaMKIIはLTPの維持にも重要であることが示されている。この維持過程に重要な役割を果たしているのは、CaMKIIの自己リン酸化であると考えられている。特定のCaMKII遮断薬の投与はLTPを遮断するだけでなく、時間依存的にLTPを反転する。

## 行動記憶
LTPは学習や記憶形成過程の根底にあると考えらえており、CaMKIIも記憶形成に重要である。遺伝子改変マウスを用いた行動研究によってCaMKIIの重要性が実証されている。

### 自己リン酸化の阻害

#### 空間学習の欠陥
CaMKIIの自己リン酸化を防ぐよう遺伝的改変がなされたマウスでは、モリス水迷路試験における不可視化したプラットフォームの探索が困難であることが観察されている。モリス水迷路は海馬依存的な空間記憶を示すためによく用いられる手法である。不可視化したプラットフォームを見つけることができないことは、空間記憶の欠陥を示唆している。
しかしながら、こうした結果は決定的なものであるわけではない。記憶形成の欠陥は、遺伝的改変による感覚運動統合障害と関係したものである可能性もあるためである。

#### 恐怖記憶の欠陥
CaMKIIの自己リン酸化の阻害によって、マウスでは恐怖条件付けの初期学習の欠陥が引き起こされる。しかしながら、試行を繰り返すことで、対照群マウスと同様の恐怖記憶形成がみられるようになる。CaMKIIは迅速な恐怖記憶の形成に関与している可能性があるが、CaMKIIの阻害によって長期間の恐怖記憶を完全に防ぐことはできない。
恐怖条件付けは外側扁桃体のシナプスと樹状突起スパインでCaMKIIのリン酸化を増大させることが発見されており、恐怖条件付けがキナーゼの調節と活性化を担っている可能性が示唆されている。また、CaMKIIを阻害し、恐怖条件付けやLTPを防ぐKN-62と呼ばれる薬剤が発見されている。

#### 記憶痕跡の固定の欠陥
CaMKIIαヘテロ接合型マウスは、野生型の半分のレベルで正常タンパク質を発現する。こうしたマウスは海馬での記憶保持は正常であるが、大脳皮質での記憶固定の欠陥を示す。

### 過剰発現
自己リン酸化を模倣してキナーゼ活性を増大させるThr286Asp変異を有するCaMKIIを発現するよう改変されたトランスジェニックマウスでは、弱い刺激に対するLTP応答がみられず、視覚や嗅覚刺激に依存した海馬依存的空間学習を行うことができない。これらの結果は、海馬に安定した場所細胞が存在しないためである可能性が考えられている。
しかしながら、遺伝的改変は発生段階での意図しない変化を引き起こす可能性がある。一方、ウイルスベクターの導入では、特定の発生段階でマウスの遺伝子を改変することができる。この手法では、既に発生過程を終えた動物の脳の特定の領域に特定の遺伝子を注入することが可能である。この手法を用いてCaMKIIを海馬に注入して過剰発現を行ったところ、新たな記憶の獲得がわずかに促進された。

## 遺伝子

### CAMK2A
CAMK2A遺伝子は、CaMKIIの主要な形態の1つであるCaMKIIαをコードする。CaMKIIαはシナプス後肥厚におけるCaMKIIの活性化の維持に重要な役割を果たしている。CAMK2AノックアウトマウスはLTPの頻度が低く、また海馬では持続的な安定した場所細胞が形成されない。

### CAMK2B
CAMK2B遺伝子は、CaMKIIβをコードする。RT-PCRと配列解析によって、脳内のCaMKIIβには少なくとも5種類の選択的スプライシングバリアント（β, β6, βe, β'e, β7）が同定されている。

### CAMK2D
CAMK2D遺伝子は、CaMKIIδをコードする。CaMKIIδは神経細胞とそれ以外の細胞種の双方に存在する。特に膵臓がん、白血病、乳がんやなどさまざまな腫瘍細胞で特性解析がなされており、ヒトの腫瘍細胞ではダウンレギュレーションされていることが示されている。

### CAMK2G
CAMK2G遺伝子は、CaMKIIγをコードする。CaMKIIγは分化した平滑筋細胞においてERKを介したシグナル伝達に重要であることが示されている。